# 뮤직 프로포즈
뮤직 프로포즈 장문영입니다는 TBN 경인교통방송(인천·경기 FM 100.5, 서해5도 FM 105.5MHz)에서 평일 밤 8시부터 9시 55분까지 방송 되는 퇴근길 라디오 교양, 오락, 음악, 생활정보, 교통정보 프로그램이다.

## 프로그램 소개
- 하루일과를 마치고 퇴근 막바지 시간에 듣기 편한 가요와 팝을 선사하고 교통상황을 실시간으로 전달하여 편안함과 즐거움을 느끼면서 안전한 퇴근길이 되도록 하고자 함

## 코너소개

### 매일코너
- 안녕, 나의 하루~ - 하루를 보내고 난 소회나 생각들을 담담하게 풀어내보는 시간

### 월요일
- 먼데이 힐링송 : 기분전환하기 좋은 노래 메들리

### 화요일
- 뮤직스토리 : 노래와 가수이야기

### 수요일
- 이어달리GO : 어울리는 노래 이어붙이기

### 목요일
- LIVETIME, 널 위한 멜로디 : 가수출연

### 금요일
- 금요일~ 뮤직 나이트 : 댄스곡 퍼레이드